# Julien Pillet
Pour les articles homonymes, voir Pillet.
Julien Pillet, né le 28 septembre 1977 à Dijon, est un escrimeur français, pratiquant le sabre. Il est double champion olympique de sabre par équipe, double champion du monde et cinq fois vainqueur de la coupe du monde. Il est depuis juin 2021 président du Club d’escrime de Clamart.

## Biographie
Julien Pillet a rencontré l'escrime à l'âge de sept ans à l'ASPTT Dijon au cours d'un mercredi en centre aéré. Fidèle amateur de la série télévisée de Zorro, il s'est naturellement tourné vers cette discipline. 
Lors de ses premières années de pratiquant, il s'essaya aux trois armes dans le cadre de sa formation d'escrimeur. Il avait bien entendu une préférence pour l'arme des cavaliers et celle de son illustre idole Zorro, le sabre.
C'est ainsi que débuta sa carrière, avec une passion qui allait amener Julien un peu plus tard aux Jeux Olympiques...
Mais avant tout cela, Julien dut progresser, il fit ses armes en sport-études à Châtenay-Malabry pendant trois ans où il apprit les fondamentaux.
Lors de la troisième et dernière année dans ce pôle espoirs, il participa aux Championnats du monde juniors qui se tenaient à Tournai en Belgique. Très peu expérimenté au niveau international, Julien marchait dans l'inconnu mais pourtant allait participer à l'épreuve avec beaucoup d'ambition. Il obtint avec brio une belle médaille d'argent dans l'épreuve individuelle, perdant sur le hongrois Nemczik.
Fort de ce résultat, il fut repéré et put enfin entrer dans l'usine à champions, l'INSEP.
Entré à l'INSEP, il progressa beaucoup lors des premiers mois et obtint sa sélection aux Championnats d'Europe Seniors à Gdansk en Pologne. Il perdit en demi-finale et gagna sa toute première médaille internationale chez les grands, une médaille de bronze.
En 1999, il remporta de nouveau une médaille de bronze en individuel et fut couronné champion d'Europe avec l'équipe de France composée de Damien Touya, Matthieu Gourdain et de Cédric Seguin à Bolzano en Italie.
Quelques mois plus tard, Julien Pillet gagna le premier titre mondial par équipe lors des Championnats du monde 1999 à Séoul, il participe aux jeux Olympiques 2000 à Sydney où il termine à la 12e place en individuel. Quelques jours, plus tard, l'équipe de France de sabre, qu'il compose avec Matthieu Gourdain, médaille d'argent en individuel, Damien Touya et Cédric Seguin, remporte la médaille d'argent.
En 2001, Julien Pillet participa de nouveau aux Championnats d'Europe à Coblence en Allemagne. Il finit second dans l'épreuve individuelle remportée par le tsar russe Stanislas Pozdniakov. Avec l'équipe de France, une nouvelle médaille d'argent avec ses camarades Boris Sanson, Nicolas Lopez et Fabrice Gazin.
Aux Championnats du Monde de Nîmes puis de Lisbonne en 2002, il remporte deux médailles d'argent à titre individuel.
Il fait de nouveau partie de l'équipe de France pour les jeux Olympiques 2004 à Athènes. Après l'épreuve individuelle et une 11e place, les Français se retrouvent lors de la compétition par équipe. Lors de la demi-finale qui les opposent aux Américains, Damien Touya se blesse lors de l'assaut pour la 45e touche qui donne accès à la finale. La lame de l'Américain Keeth Smart traverse sa main droite, entre l'auriculaire et l'annulaire. Après des soins, il reprend son arme et donne la victoire à son équipe. Touya décide ensuite de tenir sa place lors de la finale face à l'Italie et apporte les derniers points de la première victoire française en sabre par équipe de l'histoire des jeux. L'équipe de France était alors composé de Julien Pillet et des frères Damien et Gaël Touya, le rôle de remplaçant étant occupé par Boris Sanson.
Malgré un renouvellement de l'équipe de France après les jeux d'Athènes, celle-ci, où Julien Pillet est l'un des hommes de base, continue à occuper les podiums internationaux durant les années suivantes : le bronze en 2005, l'or en 2006 et l'argent en 2007 par équipe aux Championnats du Monde. Aux championnats d'Europe, il occupait pour la troisième fois de sa carrière la troisième place dans l'épreuve individuelle en 2006 à Izmir en Turquie. Par équipe, il finit troisième à Gand en Belgique en 2007, médaillé d'argent à Kiev en Ukraine en 2008.
Les Français se présentent parmi les favoris pour se succéder à eux-mêmes lors des Jeux olympiques d'été 2008 à Pékin. Ceux-ci débutent par l'épreuve individuelle où deux Français sont présents en demi-finale : Pillet échoue face au Chinois Zhong Man puis face au champion olympique de Sydney Mihai Covaliu pour la médaille de bronze. L'autre Français, Nicolas Lopez remporte la médaille d'argent.
Les deux Français sont associés à Boris Sanson pour le concours par équipe. Après un premier tour contre l'Égypte, les Français rencontrent les Italiens en demi-finale. Après un mauvais départ, les Français, sous l'impulsion d'un formidable assaut de Sanson qui permet aux Français de reprendre la tête, remportent la rencontre sur le score de 45 à 42, Julien Pillet assurant la responsabilité du dernier relais. En finale, les Français retrouvent les Américains. Les Français font la course en tête avant le dernier relais de nouveau assuré par Julien Pillet. Celui-ci, avec un calme olympien su résister à l'allant de Keith Smart, et apporta les touches nécessaires dans la quête de l'or olympique. Fort de cette victoire, il est double champion olympique.
En 2009, Julien participe en juillet aux Championnats d'Europe de Plovdiv en Bulgarie. Dans l'épreuve individuelle il remporte à nouveau une médaille d'argent, comme en 2001, sur le plus petit écart 15 touches à 14.
Trois jours plus tard, il se fend d'une nouvelle médaille, une de bronze avec ses équipiers Nicolas Lopez et Boladé Apithy. 
Il remporte ainsi sa dix-neuvième médaille internationale. 
Depuis 2017, il officie comme second Maître d’armes au Club d’escrime de Clamart (CEC) d’abord chargé du suivi des athlètes de haut-niveau du club tels que Nicolas Rousset et Alexandre Woog puis s’oriente progressivement vers la gestion du groupe compétition en binôme avec Jean-Hugues Fourés. 
En 2021 il est élu président du CEC.
En parallèle, Julien Pillet est nommé entraîneur national adjoint du pôle France relève sabre de la FFE sur la saison 2023-2024 puis CTR Île-de-France à la rentrée 2024.

## Palmarès
- Jeux Olympiques d'été (3 médailles) :
  -  Médaille d'or par équipe lors des Jeux olympiques d'été 2008 à Pékin
  -  Médaille d'or par équipe aux jeux Olympiques 2004 à Athènes
  -  Médaille d'argent par équipe aux jeux Olympiques 2000 à Sydney
  - 4e  en individuel aux Jeux olympiques d'été 2008 à Pékin
  - 11e en individuel aux jeux Olympiques 2004 à Athènes
  - 12e en individuel aux jeux Olympiques 2000 à Sydney.

- Championnats du monde d'escrime (6 médailles) :
  -  Médaille d'argent lors des championnats du monde juniors à Tournai en 1996
  -  Médaille d'or par équipe lors des Championnats du monde d'escrime 2006 à Turin
  -  Médaille d'or par équipe lors des Championnats du monde d'escrime 1999 à Séoul
  -  Médaille d'argent lors des Championnats du monde d'escrime 2001 à Nîmes
  -  Médaille d'argent lors des Championnats du monde d'escrime 2002 à Lisbonne
  -  Médaille d'argent par équipe lors des Championnats du monde d'escrime 2007 à Saint-Pétersbourg
  -  Médaille de bronze par équipe lors des Championnats du monde d'escrime 2005 à Leipzig.

- Championnat d'Europe (10 médailles) :
  -  Médaille d'or par équipe en 1999
  -  Médaille d'argent en 2001 et 2009 et par équipe en 2001 et 2008
  -  Médaille de bronze en 1997, 1999 et 2006 et par équipe en 2007 et 2009

- Coupes du monde :

55 finales en coupes du monde individuelle
- -  5 fois vainqueur de la coupe du monde par équipe en 1999, 2001, 2004, 2006 et 2008

## Distinctions
- Chevalier de la Légion d'honneur en 2004[5]
- Officier de l'ordre national du Mérite en 2008[6]